# Dominique Bathenay
Dominique Bathenay (Pont-d'Ain, 13 februari 1954) is een voormalig profvoetballer uit Frankrijk, die speelde als aanvallende middenvelder. Bathenay stapte later het trainersvak in.

## Interlandcarrière
Hij kwam twintig keer uit voor het Franse elftal, en scoorde vier keer voor Les Bleus in de periode 1975-1982. Bathenay nam met Frankrijk deel aan het WK voetbal 1978 in Argentinië. Hij maakte zijn debuut op 12 oktober 1975 in de EK-kwalificatiewedstrijd tegen de DDR (2-1) in Leipzig, net als verdediger Gérard Janvion. Hij nam in dat duel het enige Franse doelpunt voor zijn rekening.
| Interlanddoelpunten | Interlanddoelpunten | Interlanddoelpunten | Interlanddoelpunten                        | Interlanddoelpunten | Interlanddoelpunten | Interlanddoelpunten | Interlanddoelpunten |
| #                   | Datum               | Locatie             | Wedstrijd                                  | Goal(s)             | Score               | Uitslag             | Wedstrijd           |
| ------------------- | ------------------- | ------------------- | ------------------------------------------ | ------------------- | ------------------- | ------------------- | ------------------- |
| 1                   | 12/10/1975          | Leipzig             | Duitse Democratische Republiek – Frankrijk | 50'                 | 0 – 1               | 2 – 1               | EK-kwalificatie     |
| 2                   | 17/11/1976          | Parijs              | Frankrijk – Ierland                        | 88'                 | 2 – 0               | 2 – 0               | WK-kwalificatie     |
| 3                   | 08/02/1978          | Napels              | Italië – Frankrijk                         | 50'                 | 2 – 1               | 2 – 2               | Oefeninterland      |
| 4                   | 27/02/1980          | Parijs              | Frankrijk – Griekenland                    | 7'                  | 1 – 0               | 5 – 1               | Oefeninterland      |

## Erelijst
Saint-Étienne
- Division 1: 1973/74, 1974/75, 1975/76
- Coupe de France: 1973/74, 1974/75, 1976/77
- Intertoto Cup: 1972 (groepswinnaar)

 Paris Saint-Germain
- Coupe de France: 1981/82, 1982/83